# Routing Information Protocol
Routing Information Protocol (RIP) – protokół bram wewnętrznych oparty na zestawie algorytmów wektorowych, służących do obliczania najlepszej trasy do celu. 
Używany jest w systemach autonomicznych korzystających z protokołu IP (zarówno wersji 4, jak i 6). Dzisiejszy otwarty standard protokołu RIP jest opisany w dokumentach RFC 1058 i STD 56. Obecnie najczęściej stosowana jest druga wersja protokołu RIP (RIPv2).

## Cechy protokołu RIP
- Jest to protokół trasowania działający na podstawie wektora odległości.
- Do utworzenia metryki stosuje się jedynie liczbę przeskoków (liczba kolejnych routerów na danej trasie).
- Jeżeli liczba przeskoków osiągnie 15, pakiety na następnym routerze zostaną odrzucone.
- Aktualizacje trasowania są rozgłaszane tylko do routerów sąsiednich.
- Ma niskie wymagania sprzętowe, przez co może być używany przez wszystkie routery.
- RIP wysyła informacje o trasach w stałych odstępach czasowych (domyślnie co 30 sekund) oraz po każdej zmianie topologii sieci.
- Pomimo wieku oraz istnienia bardziej zaawansowanych protokołów wymiany informacji o trasach RIP jest ciągle w użyciu. Jest dobrze opisany i łatwy w konfiguracji i obsłudze.
- Wadami protokołu RIP są wolny czas konwergencji (inaczej długi czas osiągania zbieżności), niemożliwość skalowania powyżej 15 skoków, a także potencjalny wybór nieoptymalnych ścieżek.
- Uaktualnienia protokołu RIP przenoszone są przez UDP na porcie 520 (w wersji drugiej wykorzystywana jest technologia multicast na adres 224.0.0.9).
- RIP w wersji pierwszej jest protokołem trasowania klasowego (ang. classful), w wersji drugiej – bezklasowego (ang. classless).
- Standardowy dystans administracyjny dla protokołu RIP wynosi 120.

## Wersje
Istnieją trzy wersje protokołu Routing Information Protocol, oznaczone odpowiednio RIPv1 (version 1), RIPv2 (version 2) oraz RIPng (next generation).

### RIP version 1
Oryginalna specyfikacja znajduje się w dokumencie RFC 1058. Okresowe aktualizacje dotyczące routingu nie przenoszą informacji o podsieci. Nie ma też cech VLSM. Z tych powodów wszystkie podsieci w danej klasie sieci muszą mieć ten sam rozmiar. RIPv1 zlicza jedynie do 15 przeskoków. Z tego powodu, gdy na trasie między dwoma routerami jest ich więcej, dany pakiet nie dotrze do adresu docelowego.

### Opis nagłówka protokołu RIPv1
| +   | Bity 0 - 7                          | Bity 0 - 7                          | Bity 0 - 7                          | Bity 0 - 7                          | Bity 0 - 7                          | Bity 0 - 7                          | Bity 0 - 7                          | Bity 0 - 7                          | 8 - 15                              | 8 - 15                              | 8 - 15                              | 8 - 15                              | 8 - 15                              | 8 - 15                              | 8 - 15                              | 8 - 15                              | 16 - 31         | 16 - 31         | 16 - 31         | 16 - 31         | 16 - 31         | 16 - 31         | 16 - 31         | 16 - 31         | 16 - 31         | 16 - 31         | 16 - 31         | 16 - 31         | 16 - 31         | 16 - 31         | 16 - 31         | 16 - 31         |
| --- | ----------------------------------- | ----------------------------------- | ----------------------------------- | ----------------------------------- | ----------------------------------- | ----------------------------------- | ----------------------------------- | ----------------------------------- | ----------------------------------- | ----------------------------------- | ----------------------------------- | ----------------------------------- | ----------------------------------- | ----------------------------------- | ----------------------------------- | ----------------------------------- | --------------- | --------------- | --------------- | --------------- | --------------- | --------------- | --------------- | --------------- | --------------- | --------------- | --------------- | --------------- | --------------- | --------------- | --------------- | --------------- |
| 0   | Polecenie                           | Polecenie                           | Polecenie                           | Polecenie                           | Polecenie                           | Polecenie                           | Polecenie                           | Polecenie                           | Numer wersji                        | Numer wersji                        | Numer wersji                        | Numer wersji                        | Numer wersji                        | Numer wersji                        | Numer wersji                        | Numer wersji                        | Pole zerowe (1) | Pole zerowe (1) | Pole zerowe (1) | Pole zerowe (1) | Pole zerowe (1) | Pole zerowe (1) | Pole zerowe (1) | Pole zerowe (1) | Pole zerowe (1) | Pole zerowe (1) | Pole zerowe (1) | Pole zerowe (1) | Pole zerowe (1) | Pole zerowe (1) | Pole zerowe (1) | Pole zerowe (1) |
| 32  | Identyfikator Rodziny Adresów (AFI) | Identyfikator Rodziny Adresów (AFI) | Identyfikator Rodziny Adresów (AFI) | Identyfikator Rodziny Adresów (AFI) | Identyfikator Rodziny Adresów (AFI) | Identyfikator Rodziny Adresów (AFI) | Identyfikator Rodziny Adresów (AFI) | Identyfikator Rodziny Adresów (AFI) | Identyfikator Rodziny Adresów (AFI) | Identyfikator Rodziny Adresów (AFI) | Identyfikator Rodziny Adresów (AFI) | Identyfikator Rodziny Adresów (AFI) | Identyfikator Rodziny Adresów (AFI) | Identyfikator Rodziny Adresów (AFI) | Identyfikator Rodziny Adresów (AFI) | Identyfikator Rodziny Adresów (AFI) | Pole zerowe (2) | Pole zerowe (2) | Pole zerowe (2) | Pole zerowe (2) | Pole zerowe (2) | Pole zerowe (2) | Pole zerowe (2) | Pole zerowe (2) | Pole zerowe (2) | Pole zerowe (2) | Pole zerowe (2) | Pole zerowe (2) | Pole zerowe (2) | Pole zerowe (2) | Pole zerowe (2) | Pole zerowe (2) |
| 64  | Adres sieciowy                      | Adres sieciowy                      | Adres sieciowy                      | Adres sieciowy                      | Adres sieciowy                      | Adres sieciowy                      | Adres sieciowy                      | Adres sieciowy                      | Adres sieciowy                      | Adres sieciowy                      | Adres sieciowy                      | Adres sieciowy                      | Adres sieciowy                      | Adres sieciowy                      | Adres sieciowy                      | Adres sieciowy                      | Adres sieciowy  | Adres sieciowy  | Adres sieciowy  | Adres sieciowy  | Adres sieciowy  | Adres sieciowy  | Adres sieciowy  | Adres sieciowy  | Adres sieciowy  | Adres sieciowy  | Adres sieciowy  | Adres sieciowy  | Adres sieciowy  | Adres sieciowy  | Adres sieciowy  | Adres sieciowy  |
| 96  | Pole zerowe (3)                     | Pole zerowe (3)                     | Pole zerowe (3)                     | Pole zerowe (3)                     | Pole zerowe (3)                     | Pole zerowe (3)                     | Pole zerowe (3)                     | Pole zerowe (3)                     | Pole zerowe (3)                     | Pole zerowe (3)                     | Pole zerowe (3)                     | Pole zerowe (3)                     | Pole zerowe (3)                     | Pole zerowe (3)                     | Pole zerowe (3)                     | Pole zerowe (3)                     | Pole zerowe (3) | Pole zerowe (3) | Pole zerowe (3) | Pole zerowe (3) | Pole zerowe (3) | Pole zerowe (3) | Pole zerowe (3) | Pole zerowe (3) | Pole zerowe (3) | Pole zerowe (3) | Pole zerowe (3) | Pole zerowe (3) | Pole zerowe (3) | Pole zerowe (3) | Pole zerowe (3) | Pole zerowe (3) |
| 128 | Pole zerowe (4)                     | Pole zerowe (4)                     | Pole zerowe (4)                     | Pole zerowe (4)                     | Pole zerowe (4)                     | Pole zerowe (4)                     | Pole zerowe (4)                     | Pole zerowe (4)                     | Pole zerowe (4)                     | Pole zerowe (4)                     | Pole zerowe (4)                     | Pole zerowe (4)                     | Pole zerowe (4)                     | Pole zerowe (4)                     | Pole zerowe (4)                     | Pole zerowe (4)                     | Pole zerowe (4) | Pole zerowe (4) | Pole zerowe (4) | Pole zerowe (4) | Pole zerowe (4) | Pole zerowe (4) | Pole zerowe (4) | Pole zerowe (4) | Pole zerowe (4) | Pole zerowe (4) | Pole zerowe (4) | Pole zerowe (4) | Pole zerowe (4) | Pole zerowe (4) | Pole zerowe (4) | Pole zerowe (4) |
| 160 | Metryka                             | Metryka                             | Metryka                             | Metryka                             | Metryka                             | Metryka                             | Metryka                             | Metryka                             | Metryka                             | Metryka                             | Metryka                             | Metryka                             | Metryka                             | Metryka                             | Metryka                             | Metryka                             | Metryka         | Metryka         | Metryka         | Metryka         | Metryka         | Metryka         | Metryka         | Metryka         | Metryka         | Metryka         | Metryka         | Metryka         | Metryka         | Metryka         | Metryka         | Metryka         |

PolecenieOpisuje, czy pakiet jest żądaniem uaktualnienia, czy odpowiedzią na żądanie.
Numer wersjiOpisuje numer wersji protokołu (1 lub 2).
Pole zerowe (1)Musi być wyzerowane w RIPv1. W RIPv2 jest to numer domeny routingu.
Identyfikator rodziny adresówOpisuje rodzinę adresów, do której należy adres w polu adresu sieciowego. Dla rodziny adresów IP wartość AFI równa jest liczbie 2.
Pole zerowe (2)W RIPv1 musi być wyzerowane, w RIPv2 jest to znacznik trasy (ang. route tag)
Adres sieciowyPonieważ protokołu RIP używa się w sieciach IP, to adres ten jest adresem IP. W zależności, czy pakiet ten jest żądaniem czy odpowiedzią (określone jest to w polu „Polecenie”), zawiera odpowiednio adres nadawcy lub adres z przesyłanej tabeli tras nadawcy.
Pole zerowe (3)W RIPv1 musi być wyzerowane, w RIPv2 w tym miejscu ustawiona jest maska podsieci adresu z pola wcześniejszego.
Pole zerowe (4)W RIPv1 musi być wyzerowane, w RIPv2 w tym miejscu ustawiony jest adres IP następnego rutera pośredniczącego w przekazywaniu pakietów dla danej trasy (ang. Next Hop) – tylko, gdy pakiet jest odpowiedzią (przesyła wpisy ze swojej tablicy trasowania).
MetrykaWartość metryki dla danej trasy. Reprezentuje odległość (w sensie logicznym, nie fizycznym) do celu, jest sumą kosztów poszczególnych łączy pośredniczących (najczęściej równa się ilości przeskoków, gdyż łącza pośredniczące mają domyślny koszt równy 1).